# مادی (مجارستان)
مادی (به مجاری:  Magy) یک منطقهٔ مسکونی در مجارستان است که در سابولچ-ساتمار-برگ واقع شده‌است. مادی ۲۰٫۷۰ کیلومتر مربع مساحت و ۹۹۶ نفر جمعیت دارد.